# Bataille d'Halgan
Guerre civile somalienne
La bataille d'Halgan se déroule pendant la guerre civile somalienne le 9 juin 2016. Elle voir l'attaque d'une base de l'AMISOM par les chebabs.

## Déroulement
Le 9 juin 2016, les chebabs lancent une nouvelle attaque contre une base militaire à Halgan, dans la région d'Hiiraan. Cette dernière est tenue par l'armée éthiopienne, considérée comme la plus aguerrie de l'AMISOM, et par l'armée somalienne. 
L'assaut commence par l'explosion d'un véhicule piégé conduit par un kamikaze à l'entrée de la base. Mais ensuite, les deux camps donnent un récit différent des événements et revendiquent tous deux la victoire. Dans un communiqué publié sur leur compte de messagerie Telegram, les shebabs déclarent que : « Les combattants moudjahidines ont pénétré dans la base et ont massacré de nombreux Éthiopiens ». Sans donner de détail, l'AMISOM confirme l'attaque mais affirme qu'elle a été repoussée. D'après le colonel Ayenom Mesfin, commandant du secteur de l'AMISOM, l'attaque a lieu sur quatre points, commencée à cinq heures du matin elle se termine quatre heures plus tard.

## Pertes
Les chebabs revendiquent l'attaque le jour même, ils affirment avoir tué 43 soldats éthiopiens dans un premier bilan, puis 60 dans un second, contre 16 morts dans leurs rangs. Ce bilan est aussitôt contesté par le gouvernement éthiopien qui revendique la mort de 101 djihadistes. Sur la radio d’État Muqdisho le ministre somalien de la Sécurité, Abdirisak Omar Mohamed, donne pour sa part un bilan de 240 morts pour les shebabs et déclare : « Il n'y a aucune victime du côté de l’armée somalienne, mais neuf soldats de l'Amisom sont morts et six autres ont été blessés, et cela est dû à la première explosion ». 
La BBC indique également que sept civils ont été tués et onze blessés selon des habitants de Halgan.
Le 11 juin, le colonel Ayenom Mesfin annonce que 400 shebabs ont pris part à l'assaut et que 140 d'entre-eux ont été tués dans les combats.

## Suites
Le 23 octobre 2016, les Éthiopiens se retirent d'Halgan pour se replier plus au nord, à Beledweyne. La ville tombe alors sans résistance aux mains des shebabs.